# توكنغ باد
«توكنع باد» (بالإنجليزية: Talking Bad)‏ كان عرضًا تلفزيونيًا تابعًا استضافه كريس هاردويك والذي ناقش حلقات مسلسل إيه إم سي التلفزيوني اختلال ضال. تم بث ثماني حلقات مباشرة من 11 أغسطس إلى 29 سبتمبر 2013. وكان من بين الضيوف الذين ظهروا في العرض طاقم الممثلين وطاقم العمل من اختلال ضال والمتابعين والمشاهير وأعضاء من الجمهور المباشر.

## وصلات خارجية
- توكنغ باد  في قاعدة بيانات الأفلام على الإنترنت (بالإنجليزية)